# هاینز بارمتلر
هاینز بارمتلر (انگلیسی: Heinz Barmettler؛ زادهٔ ۲۱ ژوئیهٔ ۱۹۸۷) بازیکن فوتبال اهل سوئیس است که در پست مدافع میانی بازی می‌کند.
وی همچنین در تیم‌های ملی فوتبال زیر ۲۱ سال سوئیس، سوئیس، و جمهوری دومینیکن بازی کرده‌است.